# The Best Things in Life Are Free
The Best Things in Life Are Free is een Amerikaanse muziekfilm uit 1956 onder regie van Michael Curtiz. In Nederland werd de film destijds uitgebracht onder de titel De groten der jazz.

## Verhaal
Buddy De Sylva, Ray Henderson en Lew Brown zijn in de jaren 20 gevierde musici. Door de persoonlijke ambities van De Sylva ontstaan er langzaamaan wrijvingen binnen het trio.

## Rolverdeling
| Acteur             | Personage         |
| ------------------ | ----------------- |
| Gordon MacRae      | Buddy De Sylva    |
| Dan Dailey         | Ray Henderson     |
| Ernest Borgnine    | Lew Brown         |
| Sheree North       | Kitty Kane        |
| Tommy Noonan       | Carl Frisbee      |
| Murvyn Vye         | Manny Costain     |
| Phyllis Avery      | Maggie Henderson  |
| Larry Keating      | Winfield Sheehan  |
| Tony Galento       | Fingers           |
| Norman Brooks      | Al Jolson         |
| Jacques d'Ambroise | Danser            |
| Roxanne Arlen      | Perky Nichols     |
| Byron Palmer       | Filmster          |
| Linda Brace        | Jeannie Henderson |
| Patty Lou Hudson   | Susie Henderson   |